# 麺棒

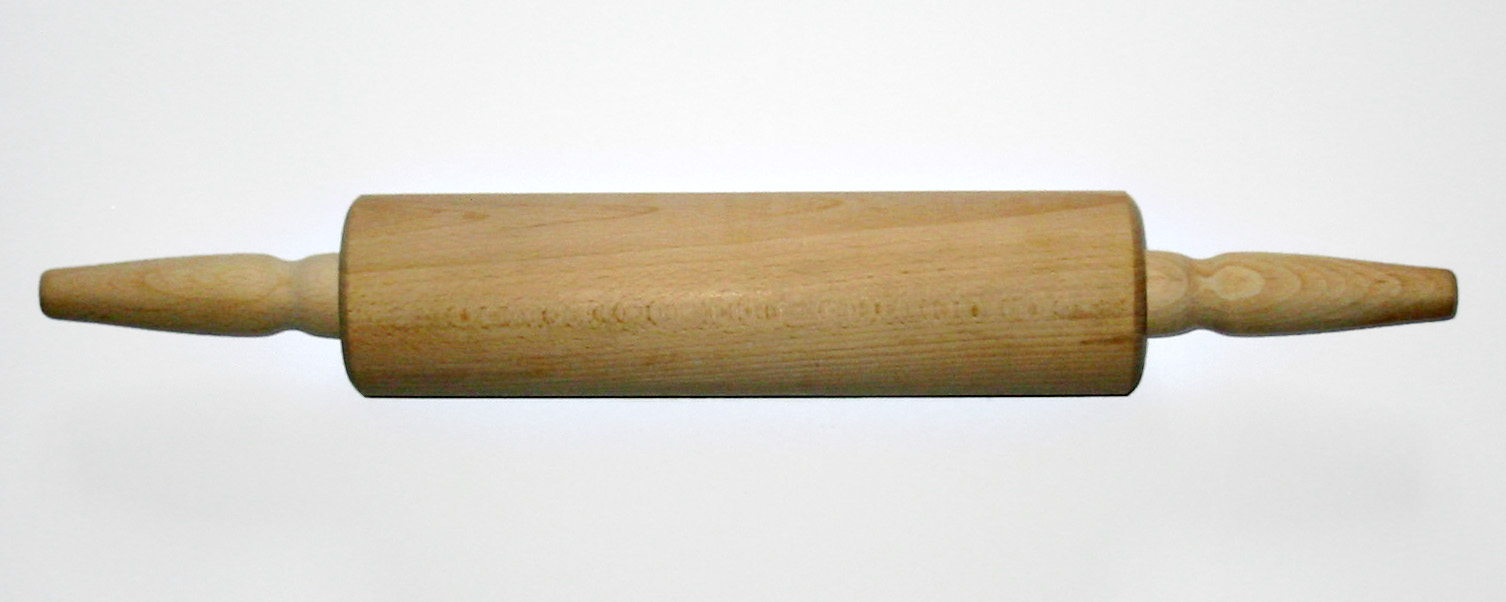
西洋式。木製の取っ手付き麺棒

麺棒（めんぼう）とは、麺類やパン、焼菓子類（クッキー等）、餃子などの生地を均一に薄くのばすのに用いられる、木製の細長い棒で作られた調理器具。延（の）し棒、巻き棒ともいう。長さは30センチメートルほどの短いものから、数メートルに及ぶものまで、様々なものがある。食品を扱う道具のため、怪我防止のために入念にやすりがけされている場合が多いので、丸い棒として調理以外にも利用されることがある。特にパスタ用のものはマタレッロという。
通常は生地をのばす部分の太さが均一な棒を用いるが、利便性の向上の為や特殊な用途でバットのような形状をしているものも麺棒と呼ばれる場合がある。
なお、麺棒を用いて生地を伸ばすための台を、のし台あるいは麺台、ペストリーボードという。

## 日本の麺棒

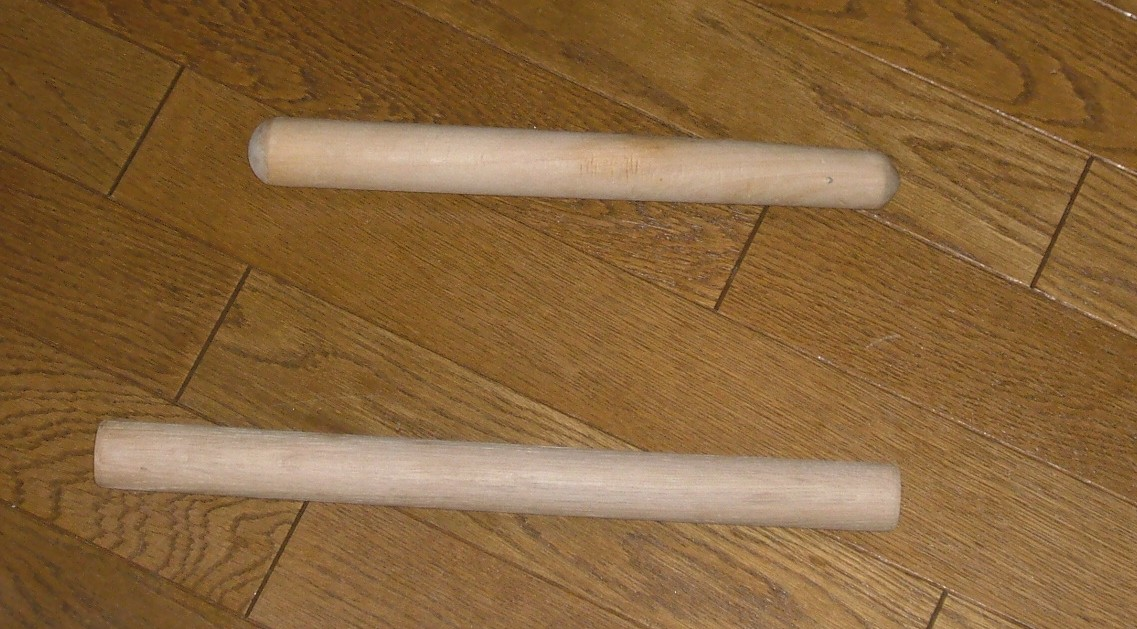
日本式。棒状の麺棒

元々は蕎麦などの生地をのばすのに利用されていたもので、普通の丸材の角を丸めたものも多い。また、近年では日本でも西洋と同じ料理への利用も増えたため、下記の麺棒も増加している。

## 世界の麺棒
世界的によく用いられるものとして、両端に取っ手がついて、容易に回転できるようになっているものがある。こちらは木製のもの以外にも、大理石やプラスチック、ゴムなど、様々な材料が用いられる。中には空洞になっていて、その部分に水を満たし、麺棒を調理しやすい温度にすることが出来るものもある。大理石で作られた麺棒は、冷蔵庫などで冷却することにより、生地の貼りつきを防止するなど同様の効果を生み出すことが出来る。
西洋では怒った主婦のコミック・ストリップのクリシェとして麺棒を振りかぶる仕草がある。